# Anakasia simplicifolia
Anakasia simplicifolia é uma planta e única espécie do gênero Anakasia é nativa da Papua, Nova Guiné.